# Smartfon
Smartfon (ang. smartphone) – przenośne, multimedialne urządzenie, łączące w sobie funkcje telefonu komórkowego i komputera przenośnego (PDA – Personal Digital Assistant).

## Historia

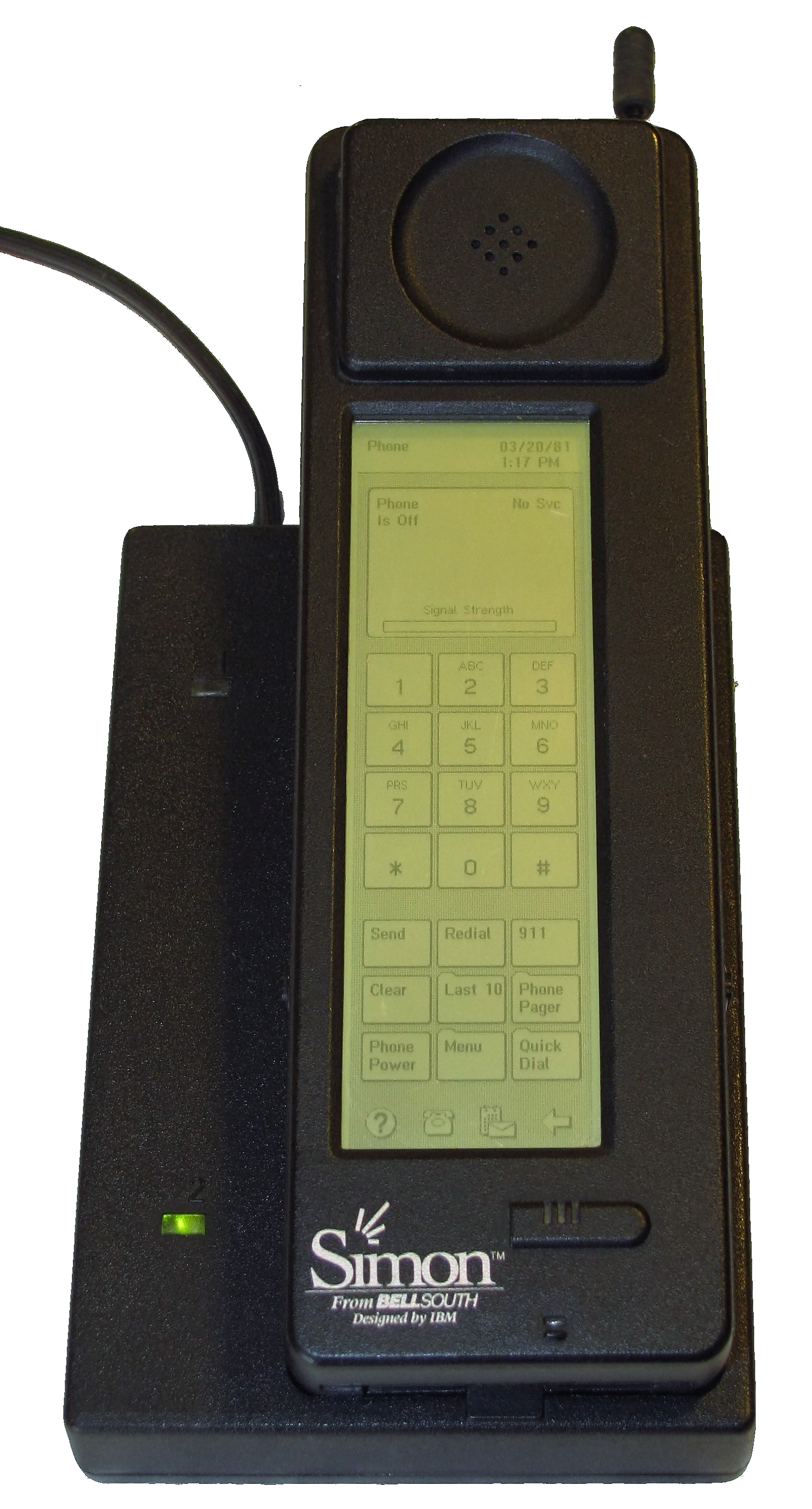
IBM Simon

Pierwszy historycznie smartfon został zaprezentowany 23 listopada 1992 roku. Było to prototypowe urządzenie o nazwie Simon, które IBM pokazał na targach COMDEX i wprowadził na rynek w 1993 roku. Oprócz funkcji telefonu komórkowego oferowało ono kalendarz, książkę adresową, kalkulator, notatnik, pocztę elektroniczną i gry. Użytkownik korzystał z rysika.
Przez pewien czas używane było określenie Palmofon (PDA Phone, Palm Phone) na określenie palmtopa z wbudowanym modułem telefonicznym.
Z biegiem lat, smartfony oprócz funkcji telefonu, zaczęły łączyć funkcje poczty elektronicznej, przeglądarki sieciowej, pagera, GPS, jak również cyfrowego aparatu fotograficznego, dyktafonu i kamery wideo, zarządzania informacjami osobistymi (ang. Personal Information Management) oraz obsługę dokumentów biurowych w formatach OOXML (tworzone np. przez Microsoft Office), ODF (np. LibreOffice) i PDF.
W październiku 2018 roku został zaprezentowany pierwszy składany smartfon firmy Royole.

## Sprzedaż

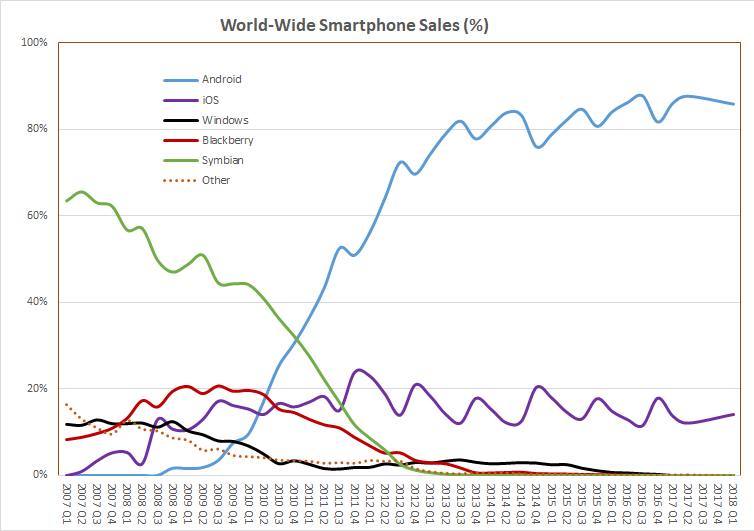
Światowy udział smartfonów według systemu operacyjnego (%)

W roku 2010 sprzedano na świecie około 500 mln egzemplarzy. Tylko w pierwszym kwartale 2011 roku sprzedano 99,6 mln sztuk, co w porównaniu z pierwszym kwartałem 2010 roku było wzrostem o 79,7%.
W I kwartale 2013 roku według IDC po raz pierwszy sprzedano więcej smartfonów niż telefonów komórkowych. Smartfony stanowiły bowiem 51,6% (łącznie 216,2 miliona sprzedanych egzemplarzy) wszystkich urządzeń, które opuściły fabryki.
Według raportu IDC 1Q 2013 Samsung sprzedał – 70,7 miliona sztuk, Apple – 37,4 miliony, LG – 10,3 miliona, Huawei – 9,9 miliona, ZTE – 9,1 miliona smartfonów.
Shawn DuBravac, opiniujący branżę technologii użytkowych w Stanach Zjednoczonych, współtwórca wskaźnika Smartphone Index na amerykańskiej giełdzie NASDAQ powiedział:

Nieustanna ewolucja smartfonów i tabletów generuje nowe możliwości ich wykorzystania, zwiększając tym samym ich użyteczność i wartość, ale jednocześnie wypierając inne urządzenia z polskich domów, np. aparaty cyfrowe.

## Systemy operacyjne
Systemami operacyjnymi sterującymi urządzeniem są m.in.: Android, Symbian, iOS, Windows 10 Mobile (następca Windows Phone), BlackBerry OS, Sailfish OS oraz Firefox OS. Niektóre modele smartfonów wspierają więcej niż jeden system operacyjny.